# Kevin Clifton
Kevin James Clifton (Grimsby, Lincolnshire, 13 de octubre de 1982) es un bailarín de salón, coreógrafo y actor británico. Es más conocido por haber sido uno de los bailarines profesionales del programa de baile Strictly Come Dancing de la BBC, habiendo trabajado previamente como coreógrafo asistente. También ha aparecido en Burn the Floor. Bruce Forsyth le puso el apodo de «Kevin de Grimsby».
Desde que dejó Strictly, Clifton ha aparecido en múltiples producciones teatrales, incluidas las giras por el Reino Unido de Strictly Ballroom y Chicago.

## Primeros años
Clifton creció en la pequeña localidad de Waltham, en la ciudad de Grimsby, y asistió a la escuela primaria de East Ravendale, donde destacó por sus imitaciones de Michael Jackson. Más tarde asistió a la Caistor Grammar School, donde obtuvo buenos resultados académicos antes de optar por dedicarse a la danza en lugar de cursar los estudios universitarios. Empezó a bailar bailes de salón y latinos de niño en su pueblo natal enseñado por sus padres, los excampeones del mundo Keith y Judy Clifton.
De niño compitió a escala nacional e internacional formando pareja con su hermana Joanne. Más tarde, cuando ambos decidieron cambiar de pareja, él eligió el baile latino como estilo principal para no competir directamente con su hermana. Fue Campeón Mundial Juvenil Número 1.

## Carrera

### Principios de carrera
Clifton ha sido cuatro veces campeón latino británico y ha ganado catorce títulos de Abiertos Internacionales en Italia, Alemania, España, Portugal, Suecia, Japón, Francia, Hong Kong, Taiwán, Singapur, Eslovenia, Eslovaquia, Finlandia y Bélgica. En el momento de su retiro de la competencia de baile profesional en 2007, ocupó el puesto 7 en el mundo.
De enero de 2008 a junio de 2013, Clifton y su futura esposa Karen Hauer fueron uno de los bailarines principales de la compañía de danza Burn The Floor, actuando en la temporada récord del espectáculo en Broadway, así como en el Teatro Shaftesbury en el West End londinense. Volvieron a unirse a Burn The Floor como bailarines principales para una breve gira por Australia y Japón en la primavera de 2014.

### Strictly Come Dancing
En 2012, Clifton audicionó para Strictly Come Dancing con su pareja Karen Hauer, pero solo habían necesitado un bailarín en ese momento, por lo que fue contratado como coreógrafo para el programa. Al año siguiente fue promovido a bailarín profesional en la undécima temporada donde tuvo como primera pareja a la presentadora Susanna Reid, logrando ambos estar en la final y terminando en el segundo puesto, detrás de los ganadores Abbey Clancy y Aljaž Skorjanec. Para la duodécima temporada fue emparejado con la cantante Frankie Bridge del grupo The Saturdays, con quién también llegó a la final y se ubicó en el segundo puesto, perdiendo ante los ganadores Caroline Flack y Pasha Kovalev. Formó pareja con la actriz Kellie Bright en la decimotercera temporada, quedando nuevamente como uno de los subcampeones al ser derrotados por Jay McGuiness y Aliona Vilani. Volvió a posicionarse como subcampeón por cuarta vez consecutiva al tener como pareja a la cantante y presentadora Louise Redknapp para la decimocuarta temporada, perdiendo contra Ore Oduba y su hermana Joanne Clifton.
Para la decimoquinta temporada fue asignado como pareja de la comediante y presentadora Susan Calman, alcanzado la séptima posición al ser eliminados en la décima semana de competencia. Tuvo como pareja a la periodista de investigación Stacey Dooley en la decimosexta temporada, con quien logró llegar a una final por quinta ocasión y ser nombrados como los campeones. Fue emparejado con la presentadora de radio y televisión Anneka Rice para la decimoséptima temporada, siendo la segunda pareja en ser eliminada y quedando en el decimocuarto puesto. Regresó más tarde en la quinta semana de esa misma temporada para bailar con Alex Scott como reemplazo del bailarín Neil Jones, que no pudo bailar debido a una lesión. El 6 de marzo de 2020, Clifton anunció que dejaría el programa después de siete años.
Clifton también formó parte de varios especiales del programa. Entre sus participaciones estuvieron los especiales de Navidad de 2019 con la presentadora Debbie McGee y el especial de Children in Need de 2019 con la actriz Maisie Smith, ganando ambos.
| Temporada | Pareja          | Puesto | Promedio |
| --------- | --------------- | ------ | -------- |
| 11        | Susanna Reid    | 2.º    | 33.81    |
| 12        | Frankie Bridge  | 2.º    | 35.06    |
| 13        | Kellie Bright   | 2.º    | 34.06    |
| 14        | Louise Redknapp | 2.º    | 35.88    |
| 15        | Susan Calman    | 7.º    | 23.30    |
| 16        | Stacey Dooley   | 1.º    | 34.00    |
| 17        | Anneka Rice     | 14.º   | 14.67    |

- Temporada 11 con Susanna Reid

| Semana         | Baile / Canción                                     | Puntajes de los jueces | Puntajes de los jueces | Puntajes de los jueces | Puntajes de los jueces | Resultado       |
| Semana         | Baile / Canción                                     | C. R.                  | D. B.                  | L. G.                  | B. T.                  | Resultado       |
| -------------- | --------------------------------------------------- | ---------------------- | ---------------------- | ---------------------- | ---------------------- | --------------- |
| 1              | Jive / «Shake a Tail Feather»                       | 6                      | 7                      | 8                      | 7                      | Sin eliminación |
| 2              | Tango / «Locked Out of Heaven»                      | 7                      | 8                      | 8                      | 8                      | Salvados        |
| 3              | Vals vienés / «Annie's Song»                        | 8                      | 9                      | 9                      | 8                      | Salvados        |
| 4              | Samba / «Whenever, Wherever»                        | 6                      | 7                      | 8                      | 8                      | Salvados        |
| 5              | American smooth / «On the Sunny Side of the Street» | 8                      | 8                      | 8                      | 8                      | Salvados        |
| 6              | Charlestón / «Bad Moon Rising»                      | 8                      | 8                      | 9                      | 9                      | Salvados        |
| 7              | Vals / «You Light Up My Life»                       | 9                      | 9                      | 9                      | 9                      | Salvados        |
| 8              | Pasodoble / «Les Toreadors»                         | 9                      | 10                     | 10                     | 10                     | Salvados        |
| 9              | Chachachá / «Hound Dog»                             | 7                      | 8                      | 8                      | 8                      | Salvados        |
| 10             | Quickstep / «Good Morning»                          | 7                      | 8                      | 9                      | 9                      | Salvados        |
| 11             | Tango argentino / «Smooth Criminal»                 | 8                      | 8                      | 8                      | 8                      | Salvados        |
| 11             | Maratón de Swing / «Do You Love Me»                 | 1 punto extra          | 1 punto extra          | 1 punto extra          | 1 punto extra          | Salvados        |
| 12 (Semifinal) | Foxtrot / «Can't Take My Eyes Off You»              | 9                      | 9                      | 10                     | 10                     | Salvados        |
| 12 (Semifinal) | Salsa / «Move Your Feet»                            | 8                      | 8                      | 8                      | 8                      | Salvados        |
| 13 (Final)     | Quickstep / «Good Morning»                          | 8                      | 9                      | 10                     | 10                     | Salvados        |
| 13 (Final)     | Showdance / «Your Song»                             | 9                      | 9                      | 9                      | 9                      | Salvados        |
| 13 (Final)     | Pasodoble / «Les Toreadors»                         | 9                      | 10                     | 10                     | 10                     | Segundo puesto  |

- Temporada 12 con Frankie Bridge

| Semana                                           | Baile / Canción                    | Puntajes de los jueces | Puntajes de los jueces | Puntajes de los jueces | Puntajes de los jueces | Resultado       |
| Semana                                           | Baile / Canción                    | C. R.                  | D. B.                  | L. G.                  | B. T.                  | Resultado       |
| ------------------------------------------------ | ---------------------------------- | ---------------------- | ---------------------- | ---------------------- | ---------------------- | --------------- |
| 1                                                | Vals / «Someone like You»          | 7                      | 7                      | 8                      | 8                      | Sin eliminación |
| 2                                                | Charlestón / «Happy Days»          | 7                      | 7                      | 8                      | 8                      | Salvados        |
| 3                                                | Pasodoble / «America»              | 8                      | 9/101                  | 9                      | 9                      | Salvados        |
| 4                                                | Chachachá / «Call Me Maybe»        | 8                      | 8                      | 8                      | 8                      | Salvados        |
| 5                                                | Foxtrot / «Daydream Believer»      | 8                      | 8                      | 8                      | 8                      | Salvados        |
| 6                                                | Tango / «Defying Gravity»          | 9                      | 9                      | 9                      | 10                     | Salvados        |
| 7                                                | Samba / «La Bamba»                 | 7                      | 8                      | 9                      | 8                      | Salvados        |
| 8                                                | Quickstep / «Town Called Malice»   | 8                      | 9                      | 10                     | 10                     | Salvados        |
| 9                                                | Vals vienés / «What New Pussycat?» | 9                      | 9                      | 10                     | 10                     | Salvados        |
| 10                                               | Jive / «Surfin' U.S.A»             | 9                      | 9                      | 9                      | 9                      | Salvados        |
| 11                                               | Salsa / «Work (Freemasons Remix)»  | 8                      | 9                      | 8                      | 9                      | Salvados        |
| 11                                               | Maratón de Vals / «The Last Waltz» | 5 puntos extra         | 5 puntos extra         | 5 puntos extra         | 5 puntos extra         | Salvados        |
| 12 (Semifinal)                                   | Rumba / «Somewhere Only We Know»   | 7                      | 8                      | 9                      | 10                     | Salvados        |
| 12 (Semifinal)                                   | Tango argentino / «The 5th»        | 9                      | 9                      | 10                     | 10                     | Salvados        |
| 13 (Final)                                       | Samba / «La Bamba»                 | 9                      | 10                     | 10                     | 10                     | Salvados        |
| 13 (Final)                                       | Showdance / «Get Happy»            | 9                      | 9                      | 10                     | 10                     | Salvados        |
| 13 (Final)                                       | Pasodoble / «America»              | 9                      | 10                     | 10                     | 10                     | Segundo puesto  |
| 1Puntaje dado por el juez invitado Donny Osmond. |                                    |                        |                        |                        |                        |                 |

- Temporada 13 con Kellie Bright

| Semana         | Baile / Canción                                          | Puntajes de los jueces | Puntajes de los jueces | Puntajes de los jueces | Puntajes de los jueces | Resultado       |
| Semana         | Baile / Canción                                          | C. R.                  | D. B.                  | L. G.                  | B. T.                  | Resultado       |
| -------------- | -------------------------------------------------------- | ---------------------- | ---------------------- | ---------------------- | ---------------------- | --------------- |
| 1              | Tango / «You Really Got Me»                              | 6                      | 7                      | 7                      | 7                      | Sin eliminación |
| 2              | Chachachá / «Don't Go Breaking My Heart»                 | 6                      | 7                      | 7                      | 7                      | Salvados        |
| 3              | Charlestón / «Cantina Band»                              | 8                      | 8                      | 8                      | 8                      | Salvados        |
| 4              | Foxtrot / «Dream a Little Dream of Me»                   | 8                      | 8                      | 8                      | 8                      | Salvados        |
| 5              | Jive / «One Way or Another»                              | 8                      | 9                      | 9                      | 9                      | Salvados        |
| 6              | Pasodoble / «Hedwig's Theme» & «School's Out»            | 7                      | 7                      | 7                      | 7                      | Salvados        |
| 7              | Vals / «Love Ain't Here Anymore»                         | 8                      | 8                      | 8                      | 8                      | Dos últimos     |
| 8              | Samba / «Boom! Shake the Room»                           | 9                      | 8                      | 7                      | 9                      | Salvados        |
| 9              | Quickstep / «9 to 5»                                     | 9                      | 9                      | 9                      | 10                     | Salvados        |
| 10             | Salsa / «I Want You Back»                                | 8                      | 8                      | 9                      | 9                      | Dos últimos     |
| 10             | Maratón de Quickstep / «Sing, Sing, Sing (With a Swing)» | 2 puntos extra         | 2 puntos extra         | 2 puntos extra         | 2 puntos extra         | Dos últimos     |
| 11             | Vals vienés / «Oom-Pah-Pah»                              | 9                      | 9                      | 9                      | 9                      | Salvados        |
| 12 (Semifinal) | Rumba / «Songbird»                                       | 9                      | 8                      | 9                      | 8                      | Salvados        |
| 12 (Semifinal) | American smooth / «Let's Face the Music and Dance»       | 9                      | 10                     | 10                     | 10                     | Salvados        |
| 13 (Final)     | Tango / «You Really Got Me»                              | 10                     | 10                     | 10                     | 10                     | Salvados        |
| 13 (Final)     | Showdance / «The Ding-Dong Daddy of the D-Car Line»      | 10                     | 10                     | 10                     | 10                     | Salvados        |
| 13 (Final)     | Charlestón / «Cantina Band»                              | 9                      | 10                     | 10                     | 10                     | Segundo puesto  |

- Temporada 14 con Louise Redknapp

| Semana         | Baile / Canción                                     | Puntajes de los jueces | Puntajes de los jueces | Puntajes de los jueces | Puntajes de los jueces | Resultado       |
| Semana         | Baile / Canción                                     | C. R.                  | D. B.                  | L. G.                  | B. T.                  | Resultado       |
| -------------- | --------------------------------------------------- | ---------------------- | ---------------------- | ---------------------- | ---------------------- | --------------- |
| 1              | Jive / «Jump, Jive an' Wail»                        | 8                      | 7                      | 8                      | 8                      | Sin eliminación |
| 2              | Vals vienés / «Hallelujah»                          | 8                      | 8                      | 8                      | 8                      | Salvados        |
| 3              | Chachachá / «Flashdance... What a Feeling»          | 7                      | 8                      | 8                      | 8                      | Salvados        |
| 4              | Foxtrot / «Tears Dry on Their Own»                  | 8                      | 8                      | 8                      | 9                      | Salvados        |
| 5              | Rumba / «Always on My Mind»                         | 8                      | 8                      | 8                      | 9                      | Salvados        |
| 6              | Charlestón / «Crazy in Love»                        | 8                      | 9                      | 9                      | 9                      | Salvados        |
| 7              | Tango argentino / «Tanguera»                        | 9                      | 10                     | 10                     | 10                     | Salvados        |
| 8              | American smooth / «Big Spender»                     | 9                      | 9                      | 9                      | 10                     | Salvados        |
| 9              | Pasodoble / «Explosive»                             | 9                      | 9                      | 10                     | 10                     | Salvados        |
| 10             | Vals / «At This Moment»                             | 9                      | 10                     | 10                     | 10                     | Salvados        |
| 10             | Maratón de Chachachá / «I Like It Like That»        | 6 puntos extra         | 6 puntos extra         | 6 puntos extra         | 6 puntos extra         | Salvados        |
| 11             | Quickstep / «The Deadwood Stage (Whip-Crack-Away!)» | 9                      | 9                      | 9                      | 10                     | Salvados        |
| 12 (Semifinal) | Tango / «Glad All Over»                             | 9                      | 9                      | 9                      | 10                     | Salvados        |
| 12 (Semifinal) | Samba / «Aquarela do Brasil»                        | 9                      | 9                      | 9                      | 9                      | Salvados        |
| 13 (Final)     | Chachachá / «Flashdance... What a Feeling»          | 9                      | 9                      | 10                     | 10                     | Segundo puesto  |
| 13 (Final)     | Showdance / «One Moment in Time»                    | 9                      | 9                      | 10                     | 10                     | Segundo puesto  |
| 13 (Final)     | Tango argentino / «Tanguera»                        | 10                     | 10                     | 10                     | 10                     | Segundo puesto  |

- Temporada 15 con Susan Calman

| Semana | Baile / Canción                         | Puntajes de los jueces | Puntajes de los jueces | Puntajes de los jueces | Puntajes de los jueces | Resultado       |
| Semana | Baile / Canción                         | C. R.                  | D. B.                  | S. B.                  | B. T.                  | Resultado       |
| ------ | --------------------------------------- | ---------------------- | ---------------------- | ---------------------- | ---------------------- | --------------- |
| 1      | Vals vienés / «Mad About the Boy»       | 5                      | 5                      | 5                      | 5                      | Sin eliminación |
| 2      | Charlestón / «If You Knew Susie»        | 3                      | 6                      | 7                      | 6                      | Salvados        |
| 3      | Samba / «Wonder Woman Theme»            | 4                      | 5                      | 5                      | 6                      | Salvados        |
| 4      | Quickstep / «Bring Me Sunshine»         | 7                      | 7                      | 8                      | 8                      | Salvados        |
| 5      | Chachachá / «Shout Out to My Ex»        | 4                      | 5                      | 7                      | —                      | Salvados        |
| 6      | Foxtrot / «Killer Queen»                | 3                      | 5                      | 5                      | 5                      | Salvados        |
| 7      | Jive / «This Ole House»                 | 6                      | 7                      | 8                      | 8                      | Salvados        |
| 8      | Tango / «Firework»                      | 5                      | 6                      | 8                      | 8                      | Salvados        |
| 9      | Pasodoble / «Scott & Fran's Paso Doble» | 5                      | 6                      | 7                      | 7                      | Salvados        |
| 10     | American smooth / «Beyond the Sea»      | 4                      | 6                      | 5                      | 6                      | Eliminados      |
| 10     | Maratón de Pasodoble / «España cañí»    | 1 punto extra          | 1 punto extra          | 1 punto extra          | 1 punto extra          | Eliminados      |

- Temporada 16 con Stacey Dooley

| Semana                                                                  | Baile / Canción                                       | Puntajes de los jueces | Puntajes de los jueces | Puntajes de los jueces | Puntajes de los jueces | Resultado       |
| Semana                                                                  | Baile / Canción                                       | C. R.                  | D. B.                  | S. B.                  | B. T.                  | Resultado       |
| ----------------------------------------------------------------------- | ----------------------------------------------------- | ---------------------- | ---------------------- | ---------------------- | ---------------------- | --------------- |
| 1                                                                       | Quickstep / «Dancing»                                 | 6                      | 6                      | 6                      | 6                      | Sin eliminación |
| 2                                                                       | Chachachá / «Came Here for Love»                      | 4                      | 5                      | 5                      | 6                      | Salvados        |
| 3                                                                       | Jive / «Happy»                                        | 8                      | 8                      | 8                      | 8                      | Salvados        |
| 4                                                                       | Foxtrot / «Hi Ho Silver Lining»                       | 8                      | 8                      | 8                      | 9                      | Salvados        |
| 5                                                                       | Samba / «Tequila»                                     | 8                      | 7                      | 9                      | 91                     | Salvados        |
| 6                                                                       | Tango / «Doctor Who Theme»                            | 8                      | 9                      | 9                      | 9                      | Salvados        |
| 7                                                                       | Urbano / «Empire State of Mind (Part II) Broken Down» | 9                      | 9                      | 9                      | 9                      | Salvados        |
| 8                                                                       | Vals / «Moon River»                                   | 8                      | 8                      | 8                      | 8                      | Salvados        |
| 9                                                                       | Salsa / «Ooh Aah... Just a Little Bit»                | 7                      | 8                      | 9                      | 9                      | Salvados        |
| 10                                                                      | Pasodoble / «Malagueña»                               | 9                      | 10                     | 10                     | 10                     | Salvados        |
| 10                                                                      | Maratón de Lindy hop / «Do Your Thing»                | 4 puntos extra         | 4 puntos extra         | 4 puntos extra         | 4 puntos extra         | Salvados        |
| 11                                                                      | American smooth / «I Dreamed a Dream»                 | 9                      | 9                      | 10                     | 10                     | Salvados        |
| 12 (Semifinal)                                                          | Charlestón / «Five Foot Two, Eyes of Blue»            | 9                      | 10                     | 10                     | 10                     | Salvados        |
| 12 (Semifinal)                                                          | Vals vienés / «You're My World»                       | 8                      | 9                      | 10                     | 9                      | Salvados        |
| 13 (Final)                                                              | Foxtrot / «Hi Ho Silver Lining»                       | 9                      | 10                     | 10                     | 10                     | Ganadores       |
| 13 (Final)                                                              | Showdance / «Land of a Thousand Dances»               | 8                      | 9                      | 9                      | 10                     | Ganadores       |
| 13 (Final)                                                              | Pasodoble / «Malagueña»                               | 9                      | 10                     | 10                     | 10                     | Ganadores       |
| 1Puntaje dado por el juez invitado Alfonso Ribeiro en lugar de Tonioli. |                                                       |                        |                        |                        |                        |                 |

- Temporada 17 con Anneka Rice

| Semana | Baile / Canción        | Puntajes de los jueces | Puntajes de los jueces | Puntajes de los jueces | Puntajes de los jueces | Resultado       |
| Semana | Baile / Canción        | C. R.                  | M. M.                  | S. B.                  | B. T.                  | Resultado       |
| ------ | ---------------------- | ---------------------- | ---------------------- | ---------------------- | ---------------------- | --------------- |
| 1      | Chachachá / «Gloria»   | 3                      | 4                      | 3                      | 4                      | Sin eliminación |
| 2      | Vals / «Run to You»    | 4                      | 5                      | 5                      | 5                      | Salvados        |
| 3      | Charlestón / «Woo-Hoo» | 2                      | 3                      | 3                      | 3                      | Eliminados      |

### Otros proyectos
En 2010, Clifton debutó en el teatro musical en Dirty Dancing en el Teatro Aldwych del West End londinense, donde formó pareja con Charlie Bruce, ganador del programa de baile So You Think You Can Dance. En 2013 ganó el Strictly Come Dancing Pro Challenge, convirtiéndose en el poseedor del récord Guinness por la mayoría de drunken sailors realizados en 30 segundos.
En agosto de 2017, Kevin y Karen Clifton anunciaron que volverían a recorrer el Reino Unido en 2018 con su gira teatral Kevin and Karen Dance, tras su primera gira nacional en 2017.
Clifton interpretó a Stacee Jaxx en la gira británica de La era del rock de 2018 a 2019. De marzo a abril de 2022, protagonizó el papel de Artilleryman en la gira de la versión musical de Jeff Wayne de La guerra de los mundos. En septiembre de 2022, interpretó a Scott Hastings en la gira británica de Strictly Ballroom, dirigida por el juez Craig Revel Horwood. En 2023, Clifton actuó en Aladdin, una pantomima que se representó durante seis semanas en el teatro Marlowe de Canterbury.
Clifton interpreta actualmente a Billy Flynn en la gira británica de Chicago de 2024 a 2025.

## Vida personal
Clifton ha estado casado tres veces. Su primer matrimonio fue con un pareja de baile Anna Melnikova a los 20 años. Luego se casó con la bailarina profesional Clare Craze, separándose en 2010 y con su divorcio finalizado en 2013. Estuvo casado con la bailarina profesional Karen Hauer, proponiéndole matrimonio el día de su cumpleaños en el escenario durante la presentación de Burn the Floor. Se casaron el 11 de julio de 2015. El 15 de marzo de 2018, Clifton confirmó que él y Karen ya no estaban juntos románticamente.
Desde principios de 2019, empezó una relación con su compañera de baile de Strictly Come Dancing, Stacey Dooley. En enero de 2023, Dooley dio a luz a la primera hija de la pareja.
En junio de 2023, Clifton apareció en el programa Who Do You Think You Are? de la BBC One, donde descubrió que era descendiente directo de Matooskie, una mujer indígena canadiense.
En la actualidad, Clifton tiene un negocio de inversión inmobiliaria con un amigo, y lo describió en una entrevista como una «segunda carrera».
Además de participar en varias campañas y visitas benéficas en su papel de profesional de Strictly, también es mecenas de la Wheelchair DanceSport Association y de los Dance Proms de 2014. En septiembre de 2023, Clifton donó 1.050 libras para ayudar a pagar los sueldos del personal del Scunthorpe United, que atraviesa problemas financieros.